# L'Anunciació (El Greco, Sigüenza)
L'Anunciació és una obra d'El Greco, realitzada a l'oli sobre tela entre el 1603 i el 1607, durant el seu darrer període toledà. S'exhibeix a la Catedral de Sigüenza (Sigüenza).

## Anàlisi
Aquesta obra prové del taller de l'última època d'El Greco, on encara que l'artista va realitzar el disseny, segurament van intervenir en la seva realització el seu ajudant italià Francisco Preboste i el seu fill Jorge Manuel Theotocópuli.
El tema tractat àmpliament per El Greco al llarg de la seva carrera artística presenta l'escena de l'Anunciació en el moment de l'aparició de l'arcàngel Sant Gabriel, el pintor destaca la figura del colom símbol de l'Esperit Sant amb una forta llum que il·lumina l'espai central de la pintura. Els símbols emprats dels liris de puresa així com els colors i plecs de les vestidures són exemple de l'escola veneciana de pintura.